# Pont (instrument)
El pont o pontet i la somereta és la peça fixa o mòbil que separa les cordes de la taula harmònica d'alguns cordòfons; actua com a transmissor de la vibració de la corda a la taula harmònica.